# Pseudeuchromia adaucta
Pseudeuchromia adaucta là một loài bướm đêm trong họ Geometridae.